# Bukovohorský hřbet
Bukovohorský hřbet je geomorfologický podokrsek Orlických hor. Nachází se na jejich jihovýchodním okraji a ve východní části Pardubického kraje v okrese Ústí nad Orlicí. Nejvyšším vrcholem hřbetu je Buková hora (958 m).

## Geomorfologie
Bukovhorský hřbet náleží do geomorfologického celku Orlické hory, podcelku Bukovohorská hornatina a okrsku Orličský hřbet. Od sousedního podokrsku (Suchovršský hřbet) v rámci Orličského hřbetu jej na severu odděluje Červenovodské sedlo. Rozsochy vybíhající západním a jižním směrem spadají do Výprachtické vrchoviny. Východní svahy spadají do Kladské kotliny.
| Geomorfologické členění Orlických hor                                                | Geomorfologické členění Orlických hor | Geomorfologické členění Orlických hor |
| ------------------------------------------------------------------------------------ | ------------------------------------- | --- |
| ČESKÁ VYSOČINA • Krkonošsko-jesenická subprovincie • Orlická oblast                  |                                       | |
| DEŠTENSKÁ HORNATINA                                                                  | Orlický hřbet                         | Olešnický hřbet (bezejmenný, 835 m) Vrchmezský hřbet (Vrchmezí, 1084 m) Deštenský hřbet (Velká Deštná, 1116 m) Kunštátský hřbet (Tetřevec, 1044 m) Anenský hřbet (Anenský vrch, 997 m) |
| DEŠTENSKÁ HORNATINA                                                                  | Orlické rozsochy                      | Zdobnické rozsochy (Karlův vrch, 956 m) Říčské rozsochy (bezejmenný, 910 m) |
| DEŠTENSKÁ HORNATINA                                                                  | Orlickozáhorská brázda                | nečlení se (bezejmenný, 790 m) |
| MLADKOVSKÁ VRCHOVINA                                                                 | Bartošovická vrchovina                | nečlení se (bezejmenný, 704 m) |
| MLADKOVSKÁ VRCHOVINA                                                                 | Pastvinská vrchovina                  | nečlení se (Adam, 766 m) |
| BUKOVOHORSKÁ HORNATINA                                                               | Orličský hřbet                        | Suchovršský hřbet (Suchý vrch, 995 m) Bukovohorský hřbet (Buková hora, 958 m) |
| BUKOVOHORSKÁ HORNATINA                                                               | Výprachtická vrchovina                | nečlení se (Špičák, 799 m) |
| PROVINCIE • Subprovincie • Oblast / Celek / PODCELEK • Okrsek • Podokrsek • (vrchol) |                                       | |

## Vrcholy
V Bukovohorském hřbetu se nachází pouhá trojice vrcholů, jejichž nadmořská výška klesá od jihu k severu:
- Buková hora 958 m
- Na planiskách 934 m
- Jeřáb (či též Jeřábka) 901 m

Vrchol Špičáku (799 m) nacházející se jižněji za silnicí Výprachtice – Heroltice již spadá do Výprachtické vrchoviny a je jejím nejvyšším bodem.

## Vodstvo
Osou hřbetu prochází hlavní evropské rozvodí mezi Severním a Černým mořem. V jihozápadním svahu Bukové hory pramení Moravská Sázava, východní svahy pak odvodňuje její levý přítok Březná. Západní a severozápadní svahy odvodňují levé přítoky Tiché Orlice.

## Vegetace
Vrcholové partie Bukovohorské hornatiny jsou porostlé téměř výhradně a souvisle hospodářskými smrčinami. V nižších polohách se objevují i listnaté porosty s převahou buku lesního, ještě níže pak louky. V prostoru vrcholu Na planiskách se nachází rozsáhlá paseka.

## Ochrana přírody
Celý prostor Bukovohorského hřbetu kromě nevelké části na jihovýchodě zaujímá přírodní park Suchý vrch - Buková hora. Zasahuje sem i Ptačí oblast Králický Sněžník.

## Komunikace
Silniční komunikace překonávající hřbet se nacházejí pouze na jeho okrajích. Přes Červenovodské sedlo na severu prochází silnice I/11 Praha – Hradec Králové – Šumperk – Ostrava, sedlem mezi Bukovou horou a Špičákem výše zmíněná silnice Výprachtice – Heroltice. Jinak je masív obsluhován systémem lesních cest různé kvality. Hřebenovou turistickou trasu zde obstarává zeleně značená turistická trasa 4234 Suchý vrch – Lanškroun, významná rozcestí jsou v prostoru Bukové hory a Červenovodského sedla. Prostorem hřbetu prochází i cyklistická trasa 4071.

## Stavby

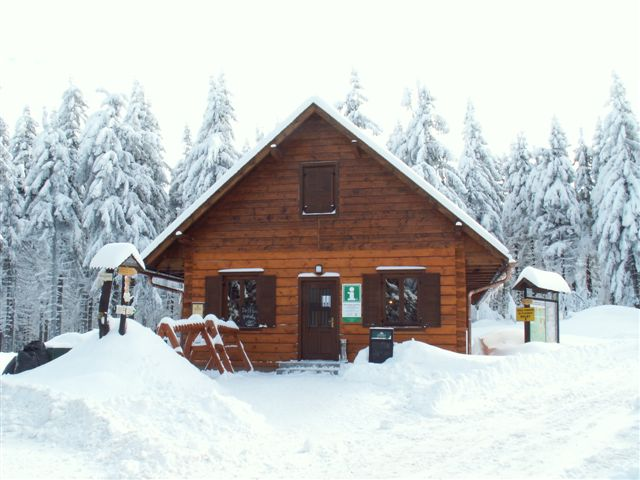
Turistické informační centrum na Červenovodském sedle

Na Červenovodském sedle se nachází turistické informační centrum. V prostoru Bukové hory se nachází ski-areál, jehož součástí je dvojice velkých lyžařských vleků ve směru od Čenkovic a v roce 2010 vybudovaná lanová dráha Červená Voda - Buková hora. Systém běžkařských tras pokrývá celý prostor hřbetu.